# Государственный строй Афганистана
Государственный строй Афганистана — система политико-правовых, административных, экономических и социальных отношений в Афганистане, а также структура этого государства, обусловленная социально-экономическим развитием общества и соотношением политических сил в данной стране.

## Государственное устройство
Согласно Конституции 2004 года, Афганистан являлся исламской республикой с президентской формой правления до 15 августа 2021 года. После окончания Войны в Афганистане де-факто является Эмиратом.

## Глава государства
Главой государства до 2021 года являлся президент, избираемый на всеобщих, прямых и тайных выборах сроком на пять лет. Президент может быть избран не более двух раз подряд. С 29 сентября 2014 года по 15 августа 2021 года, по итогам второго тура выборов, пост Президента Афганистана занимал Ашраф Гани. Президент возглавлял кабинет министров, являлся верховным главнокомандующим вооружёнными силами страны, назначал министров и других высших государственных чиновников с одобрения парламента. У президента были два заместителя (вице-президента), которые избираются параллельно с ним. Некоторые из решений президента в области политики государства, в том числе объявление войны и перемирия, введение чрезвычайного положения, принятие решения о направлении контингента национальных вооружённых сил в другие страны, должны получить одобрение парламента. С 15 августа 2021 главой государства стал Эмир Исламского Эмирата Афганистан.

## Исполнительная власть
Правительство осуществляет свою деятельность под председательством Президента, который с одобрения парламента Афганистана назначает членов кабинета. Правительство предлагает законопроекты, издаёт нормативы и инструкции, отчитывается перед Парламентом в конце каждого бюджетного года, подготавливает проекты бюджета и планов развития, в случае чрезвычайного положения может прибегать к законодательной деятельности путём указов. Формирование ныне действующего правительства после первых прямых президентских выборов было завершено 23 декабря 2004 года. В его состав вошли 27 человек.

## Законодательная власть
Высший орган законодательной власти — Парламент — Маджлес-е мелли, состоящий из верхней (Мишрану джирга) и нижней (Волеси джирга) палат.
Верхняя палата Мишрану Джирга (Палата старейшин) состоит из 102 депутатов: 1/3 выборные члены советов провинций на 4-летний срок, 1/3 — выборные члены районных советов на 3-летний срок, 1/3 — члены, назначенные президентом, на 5-летний срок.
Волеси Джирга (Народная палата) состоит из 249 депутатов, избираемых всеобщим прямым голосованием на 5-летний срок.

## Судебная система
В Афганистане судебная система является независимой ветвью государственной власти. В настоящее время, в рамках выполнения Боннских соглашений 2001 года, Афганистан временно вернулся к судебной системе 1964 года, в которой традиционное шариатское право сочетается с элементами европейских правовых систем, и, хотя в ней нет чётких указаний относительно роли шариата, в ней отмечено, что законы не должны противоречить основным принципам ислама. Высшим органом судебной власти является Верховный Суд Афганистана, который состоит из девяти судей. Верховный суд обладает правом надзора за деятельностью других судебных органов и, кроме того, по запросу правительства или других судов может изучать соответствие конституции законов, декретов, международных договоров и соглашений и интерпретировать их в соответствии с законом, но его решения не всегда имеют обязательную силу. Верховному суду подчиняются высокие суды провинций, апелляционные суды и суды первой инстанции. Главный судья Афганистана (председатель Верховного суда) и все его члены назначаются президентом на десятилетний срок. Правосудие осуществляется также апелляционными и специальными судами, судами различных инстанций, а также военными трибуналами.

## Лойя Джирга (Высший совет)
В структуре высших органов государственного управления есть также традиционный орган представительской власти — Лойя джирга («Великое собрание», «Высший совет»), в состав которого входят члены обеих палат парламента и председатели провинциальных и окружных советов. В работе Лойя Джирги участвуют (но без права голоса) также министры, председатель правительства и члены Верховного суда. Заседания этого органа проводятся для принятия решений, касающихся вопросов независимости, национального суверенитета, территориальной целостности, а также для внесения поправок в конституцию, а также рассмотрение вопроса о судебной ответственности президента.